# Дослідна станція тютюнництва
Дослідна станція тютюнництва Національного Наукового Центру «Інститут землеробства Національної Академії Аграрних Наук» -  науково-дослідна установа, яка проводить фундаментальні та прикладні дослідження у галузі землеробства, селекції і насінництва сільськогосподарських культур, розробляє новітні технології їх вирощування. Станція здійснює насінництво сільськогосподарських культур, оригінатором яких є Станція, Інститут та наукові установи мережі Академії.

## Історія
Дослідна станція тютюнництва ННЦ «Інститут землеробства НААН» бере свій початок зі створення Київським губернським земством у 1914 році Уманської сільськогосподарської дослідної станції. З 1920 по 1938 роки станція називалася Уманською районною сільськогосподарською дослідною станцією Київського обласного управління з дослідної справи. У 1939 році на її основі було створено експериментальну базу Всесоюзного науково-дослідного інституту цукрових буряків, яка з 1947 року стала називатися Уманським селекційним пунктом. У 1981 році була проведена реорганізація Уманського селекційного пункту в Центральну селекційно-генетичну станцію, а в 1994 році у Філіал Інституту цукрових буряків УААН. На базі Філіалу у 2007 році створено Інститут коренеплідних культур НААН, який у 2012 році реорганізовано в Уманську дослідно-селекційну станцію ІБК і ЦБ НААН. У 2016 році УДСС реорганізовано в Дослідну станцію тютюнництва НААН, яку з 2019 року перепідпорядкували ННЦ «Інститут землеробства НААН».

## Наукова робота
Дослідження науковців станції  відіграли важливу роль у розвитку генетики, селекції, насінництва та технологій вирощування коренеплідних культур. Вони зробили вагомий вклад в розвиток теоретичних основ гетерозисної селекції буряків цукрових, кормових і столових, цикорію коренеплідного та інших культур. Значна увага в дослідженнях надавалася цитологічним методам індукції та стабілізації тетраплоїдних форм буряків, питанням апоміксису у ЦЧС форм, резистентності селекційного матеріалу до хвороб.
Інтелектуальна, матеріально-технічна бази, наявність різноманіття вихідного матеріалу сприяли плідній праці колективу в напрямі створення нових високопродуктивних сортів і гібридів коренеплідних культур. Науковці станції є авторами першого в колишньому Радянському союзі гібриду буряків цукрових на ЦЧС основі «Ювілейного». За роки роботи колективом установи створено 12 високопродуктивних  гібридів буряків цукрових (Ювілейний, Український ЧС 70, Уманський ЧС 76, Український ЧС 72, Уманський ЧС 90, Уманський ЧС 97, КВ-Умань, Софія, Севастьянівський, Аспікард, Атлант, Герой), шість сортів буряків кормових (Уманський напівцукровий, Уманський КБ-2, Веселка, Уманський кормовий білий-7, Шанс, Славія), один сорт буряків столових (Смачний), п'ять сортів цикорію кореневого (Уманський 90, Уманський 95, Уманський 96, Уманський 97, Уманський 99), один сорт редьки (Уманська біла зимова).
Значні обсяги досліджень науковці станції виконують з розроблення технології вирощування сорго цукрового і зернового на біоенергетичні цілі в зоні Лісостепу України.
З 2016 року на станції розпочато наукові дослідження з культурою тютюну. За п’ять останніх років сформовано базову колекцію та проведено дослідження більше 30 сортозразків тютюну вітчизняної та зарубіжної селекції на предмет придатності до вирощування в ґрунтово-кліматичних умовах центральної частини Лісостепу України. Розроблено технологію вирощування тютюну для даної зони, розпочато селекційні дослідження з цією культурою.

## Структура
У структуру Дослідної станції тютюнництва ННЦ "ІЗ НААН" входять два наукових підрозділи: лабораторія селекції тютюну та лабораторія селекції багаторосткових запилювачів та гібридизації буряків цукрових. На даний час на станції працює чотири кандидати наук.

## Науковці
За час існування станції на ній свої дослідження проводили відомі вчені – В.П.Зосимович,  М. О. Неговський, Н. Е. Зайковська, А. М. Макогон, Корнієнко А.В., С. Д. Орлов, А. Є. Манько, А. М. Сливченко А.М.  та ін.

## Основні напрямки і види  наукової та господарської діяльності
У 2021–2025 рр. науковці станції будуть виконувати два фундаментальних і п'ять прикладних завдань наукових досліджень за п'ятьма програмами Національної академії аграрних наук України. Напрямки їх досліджень стосуються питань селекції, насінництва і технологій вирощування сільськогосподарських культур в зоні Лісостепу:
- розроблення теоретичних основ та обґрунтування методів створення нового вихідного матеріалу для селекції високопродуктивних сортів тютюну (Nicotiana tabacum L.), адаптованих до агрокліматичних умов Лісостепу України;
- розроблення теоретичних основ та обгрунтування ефективних напрямів створення, оцінки та використання генофонду нових вихідних форм рослин виду Beta vulgaris L. в селекції гібридів буряків цукрових на високу продуктивність та адаптивність до умов довкілля;
- дослідження гібридизаційного потенціалу батьківських форм і створення одноросткових гібридів буряків кормових на фертильній і стерильній основах;
- удосконалення технологічних прийомів вирощування тютюну з урахуванням агрокліматичних особливостей зони Лісостепу України;
- дослідження впливу елементів технології вирощування та генотипу сорту на процеси формування продуктивності квасолі звичайної за кліматичних змін в умовах Лісостепу.
- удосконалення технології вирощування сорго цукрового на енергетичні цілі за кліматичних змін в умовах Лісостепу;
- дослідження впливу елементів технології вирощування та генотипу сорго цукрового на продуктивність рослин та вихід кормової сировини за органічного виробництва в Лісостепу України.

Станція займається виробництвом товарної продукції та реалізацією насіння вищих репродукцій зернових і технічних культур, вирощених на полях і дослідних ділянках, де проводяться наукові експерименти.